# Georges Acropolite
Georges Acropolite ou Akropolitès (1217-août 1282) est un historien et diplomate byzantin. Il fut l'un des élèves de Nicéphore Blemmydès, considéré comme l'homme le plus savant de son époque.

## Biographie
Né à Constantinople, il est envoyé à l'âge de seize ans par son père Constantin Acropolite à la cour de Jean Vatatzès, empereur de Nicée, où il reçoit l'enseignement de Théodore Hexaptérygos et de Nicéphore Blemmydès. L'empereur lui confie d'importantes missions, comme le feront ses successeurs. Il est nommé grand logothète en 1244 et conserve cette charge sous les empereurs Théodore Lascaris et Michel Paléologue. De même, en 1254, il succède à Théodore Philès comme préteur (gouverneur) de Thessalonique.
Cependant, il montre peu d'aptitude dans l'art militaire, lorsqu'il doit combattre à la tête de troupes contre le despote d'Épire, Michel II, en 1257. Il est fait prisonnier et passe deux ans en captivité, jusqu'à sa libération par Michel Paléologue. Entretemps, ce dernier avait été proclamé empereur de Nicée. En 1261, Michel Paléologue devient empereur de l'Empire romain d'Orient restauré, après avoir chassé les Latins de Constantinople. Georges Acropolite remplit alors de hautes missions diplomatiques qui le font reconnaître par les historiens comme l'un des grands diplomates de l'Empire byzantin.
Il s'occupe de la restauration de l'enseignement à Constantinople et fonde une école. Reconnaissant l'importance de cette entreprise, l'empereur finit par le décharger de ses fonctions administratives et le nomme professeur de philosophie aristotélicienne. Acropolite se consacre pendant plusieurs années à l'enseignement. Selon Grégoire de Chypre, qui étudie dans son école pendant sept ans (1264-1271), l'enseignement y porte notamment sur la philosophie d'Aristote, la géométrie d'Euclide et l'arithmétique de Nicomaque de Gérase.
Cependant Michel Paléologue, craignant une nouvelle invasion latine, propose au pape Clément IV des négociations en vue de réunir l'Église latine et l'Église d'Orient. Celles-ci se poursuivent encore pendant de longues années, jusqu'au pontificat de Martin IV. Georges Acropolite est envoyé comme ambassadeur auprès de Grégoire X en 1273. Il assiste au concile de Lyon et affirme sous serment que la profession de foi qui a été envoyée par le pape à Constantinople a été reçue dans l'Église grecque. Cependant cette union rencontre l'opposition majoritaire de la hiérarchie et elle est bientôt brisée. Toutefois, d'un point de vue politique, elle a empêché une nouvelle intervention latine.
Georges Acropolite est envoyé en ambassade en Bulgarie en 1282, et meurt peu après son retour à Constantinople en décembre de la même année. Il laisse deux fils : Constantin, grand logothète sous Andronic II, auteur de traités de théologie et de vies de saints († vers 1324), et un autre, moine sous le nom de Melchisedech, correspondant de Maxime Planude († juin 1296).

## Œuvres
Il est l'auteur d'une Chronique (Χρονική συγγραφή), qui est conçue comme la continuation de l'ouvrage de Nicétas Choniatès et raconte l'histoire de l'empire depuis 1203, veille de la prise de Constantinople par les Latins, jusqu'à la reprise de cette ville par Michel Paléologue en 1261. Le récit est très exact et sûr, notamment pour la période où l'auteur fut lui-même aux affaires, à partir de 1244. Il existe une version abrégée du texte.
Il a écrit aussi de nombreuses œuvres courtes, comme l'oraison funèbre de Jean Vatatzès, l'épitaphe de l'impératrice Irène Lascarine, son épouse, et un panégyrique de Théodore II de Nicée.
Pendant sa captivité en Épire, il a composé deux traités sur la procession du Saint-Esprit.
Son style est jugé parfois comme archaïsant, mais il est facile à comprendre.

## Édition des textes
- Georgii Acropolitae opera recensuit Augustus Heisenberg ; editionem anni MCMIII correctiorem curavit Peter Wirth (t. 1 : Historia, Breviarium historiae, Theodori Scutariotae additamenta ; t. 2 : Scripta minora), Teubner, Stuttgart, 1978.

## Traductions
- Georges Acropolitès (trad. du grec par Jean Dayantis), Chronique du XIIIe siècle. L’Empire grec de Nicée, Paris, Les Belles Lettres, coll. « La roue à livres » (no 62), 2012, 216 p. (ISBN 978-2-251-33963-4, présentation en ligne) compte rendu critique